# Palha
Palha es una ganadería brava portuguesa fundada en 1848 y cuyas reses pastan en "Heredade de Adema" (Porto Alto, Portugal); y que está inscrita dentro de la Unión de Criadores de Toros de Lidia.
El hierro, creado por el aristócrata luso Antonio Pereira Palha, está caracterizado por una "P" mayúscula sobre la que se superopone una cruz; siendo  la divisa que emplean sus reses cintas en color azul y blanco. La señal en la oreja de los toros de la ganadería de Palha es hendida en ambas. 
La antigüedad de la ganadería se adquirió el 4 de noviembre de 1883, primera vez que se lidia una corrida de este hierro en la Plaza de toros de Madrid. En aquella ocasión, y para un espectáculo de "tauro-caballeromaquia", se lidiaron toros para Luis Do Regó da Fonseca y Alfredo Tinoco da Silva, a caballo; y  Manuel Fuentes "Bocanegra", Fernando Gómez "El Gallo", a pie.

## Historia
En 1848 Antonio José Pereira Palha de Faria e Lacerda, el cual estaba casado con Laura Rodríguez Blanco natural de Málaga (España), decidió iniciar una ganadería brava, para lo cual compró vacas de Dámaso Xavier Dons Santos y otras de origen vazqueño. La primera corridas en las que intervinieron sus toros, se celebró en septiembre del año 1854 en la plaza de toros de Lisboa. En España la primera corrida conocida en la que participaron toros de Palha, tuvo lugar en Madrid el 30 de mayo de 1862.
En 1871 heredó la ganadería José Pereira Palha Blanco, el cual impulsó de forma decisiva la empresa, realizando tentaderos selectivos y comprando ganado de Fernando de la Concha y Sierra, Rafael Molina "Lagartijo", Duque de Veragua y 22 sementales de Miura. El 4 de noviembre de 1883, se presentó por primera vez una corrida completa del hierro en la Plaza de Madrid, en la que intervinieron Manuel Fuentes "Bocanegra", Fernando Gómez García "El Gallo" y los rejoneadores portugueses Luis do Rego da Fonseca y Alfredo Tinoco da Silva. 
El primer toro es Cabrero, para uso de caballero. Negro, bragao, lucero, corto y apretao de cuerna.
En 1901 se inauguró la plaza de toros Pahla Blanco propiciada por José Pereira Palha Blanco.
El 9 de junio de 1937 falleció José Pereira Palha, como sus dos hijos habían muerto con anterioridad,
sus propiedades pasaron directamente a sus nietos Antonio, Fernando, José, Carlos y Francisco
Van Zeller Palhala, concentrándose finalmente la ganadería en las manos de Francisco y Carlos. El 18 de mayo de 1964 se lidiaron por primera vez toros en la Feria de San Isidro en una corrida en la que participaron los toreros Joselito Huerta, Curro Girón, Curro Romero y Emilio Oliva. En 1980 la propiedad fue heredada por Francisco y Federico Van- Zeller Palha, Botelho de Neves y Joao María Botelho de Mendoza.

## Comportamiento
El comportamiento de los toros en la plaza es muy variable, en ocasiones son bravos y en otras tienden a ser peligrosos y desarrollar genio y fiereza.

Toros de Palha en Céret de toros en 2022.
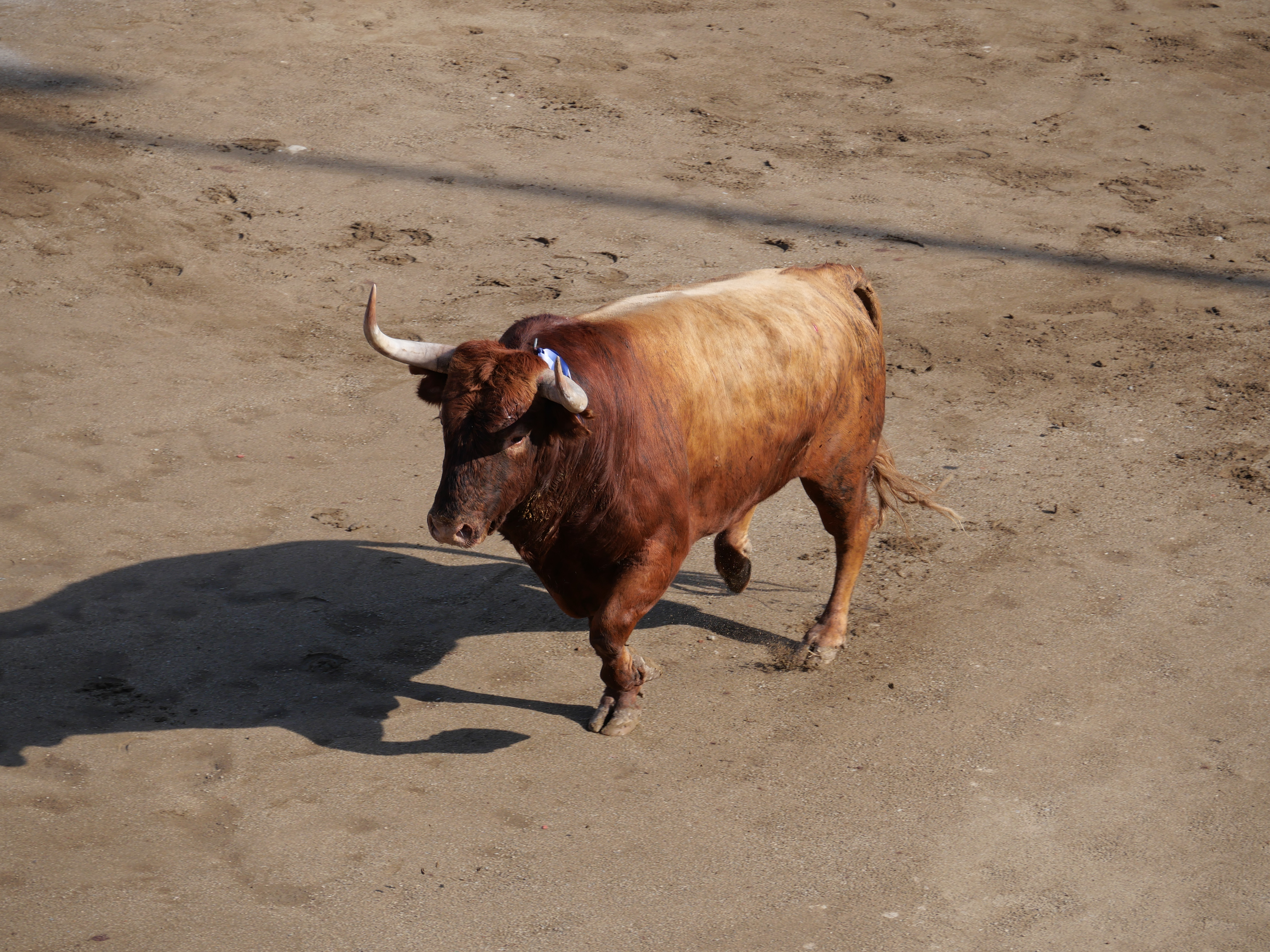
Lumbrero
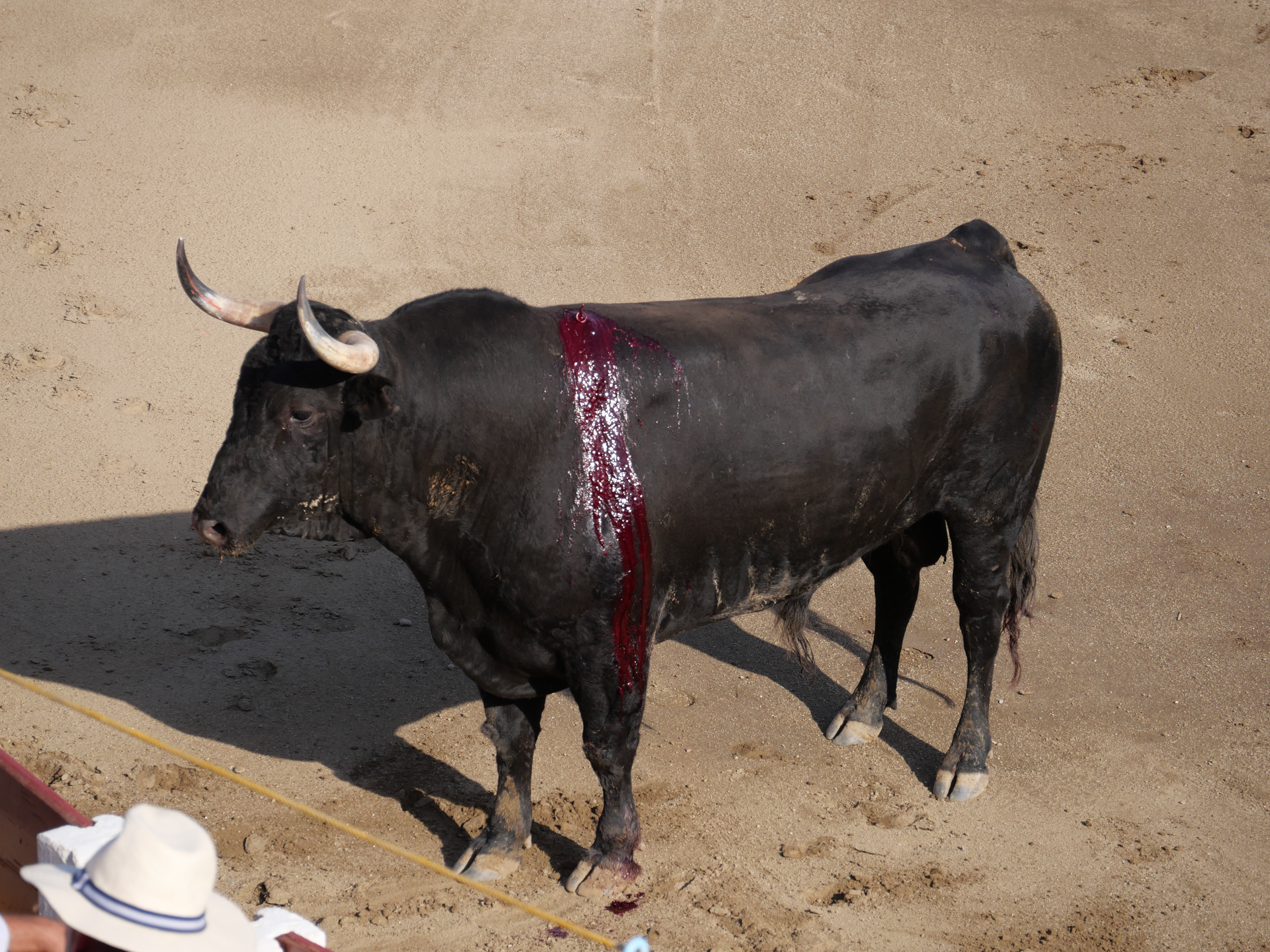
Peluquero
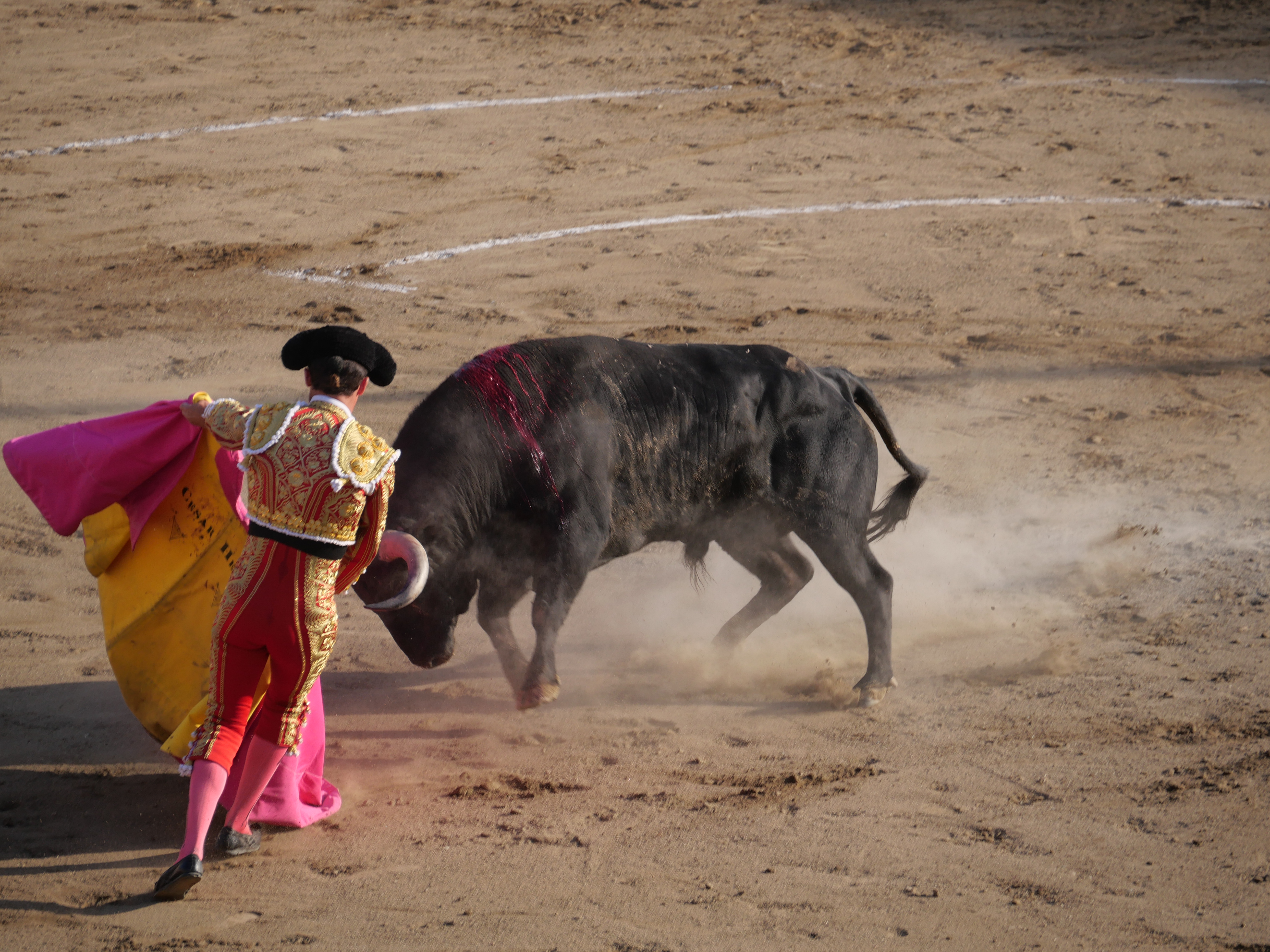
Tesugo
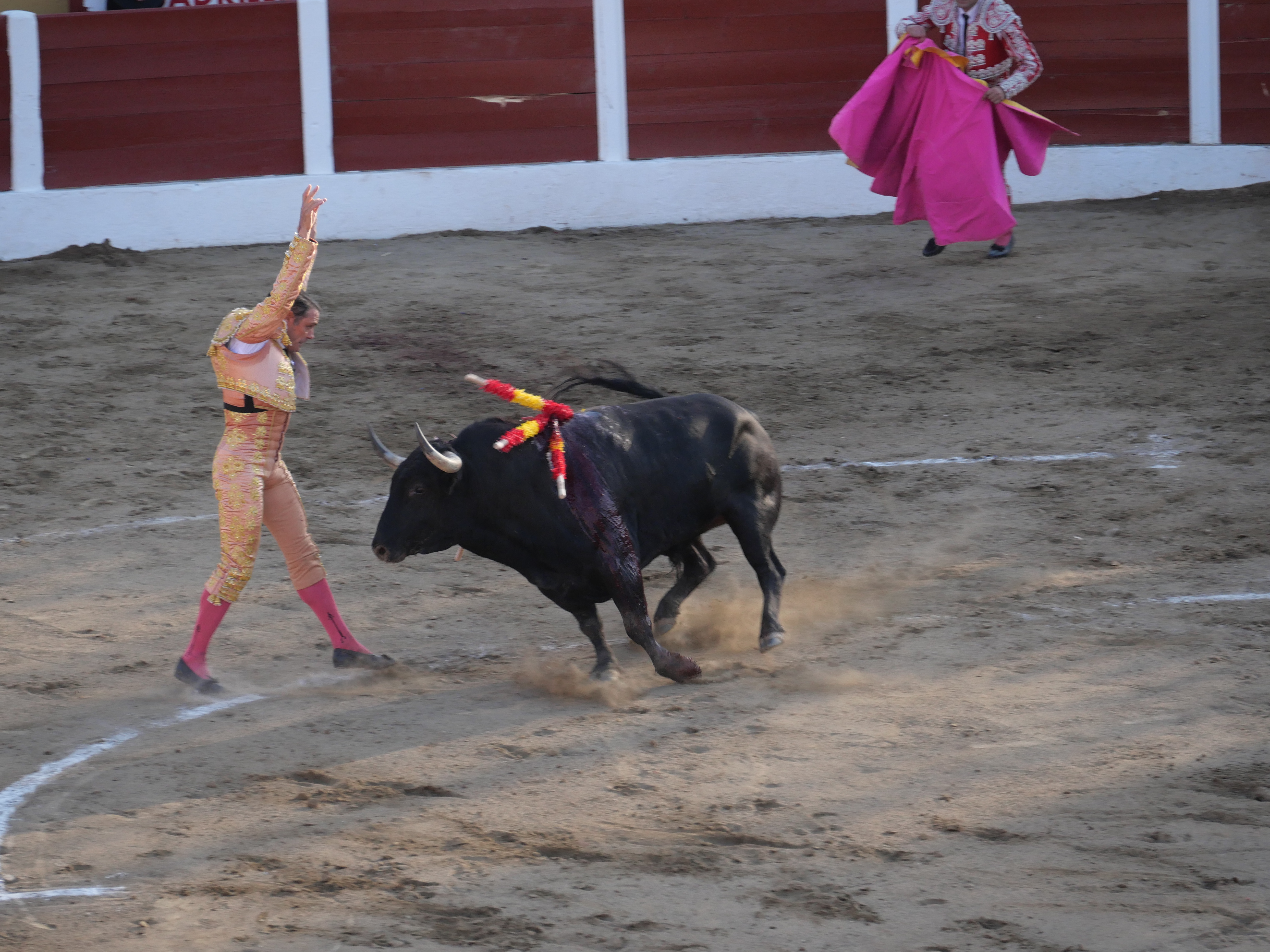
Peletero
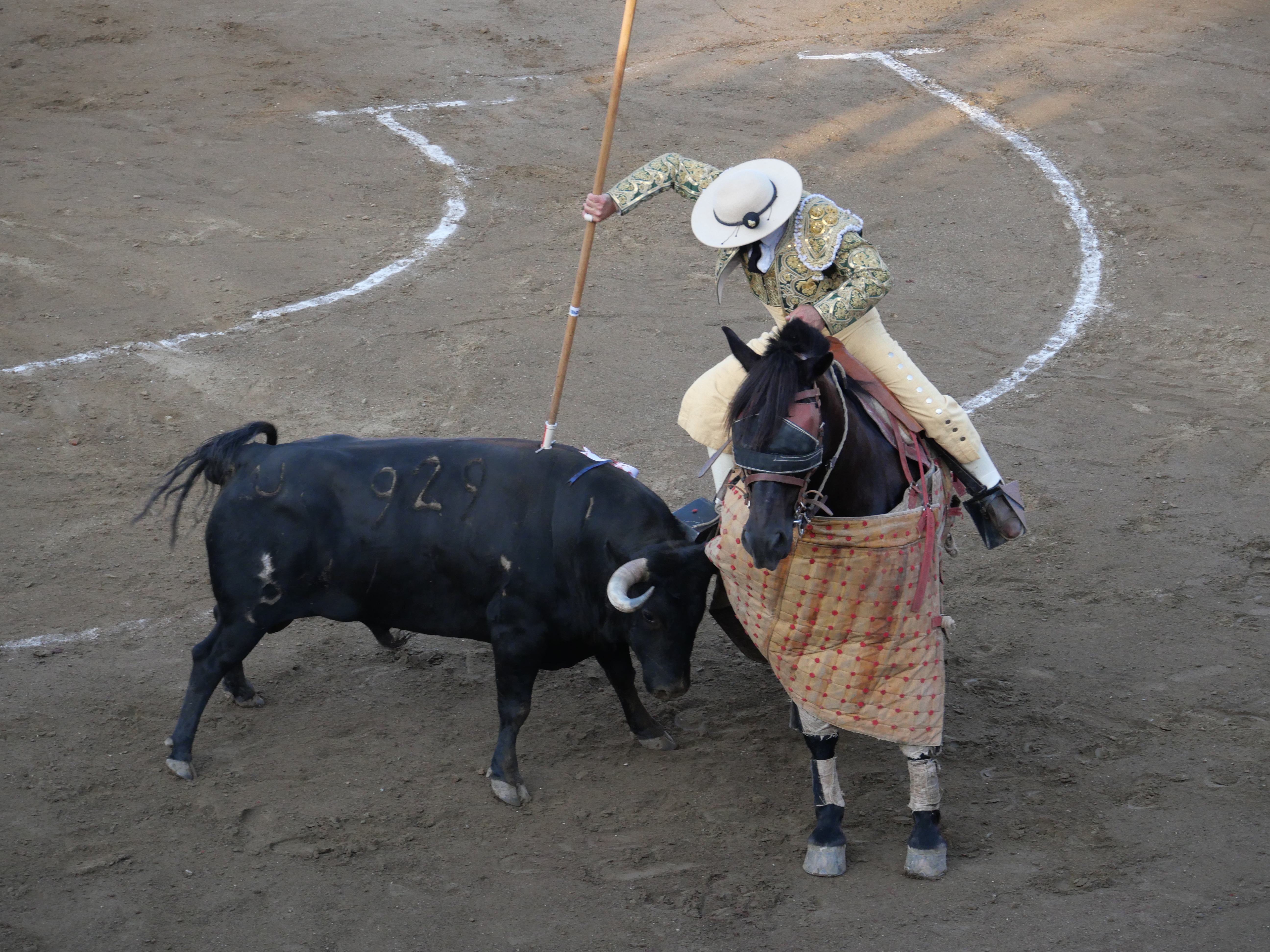
Barberito
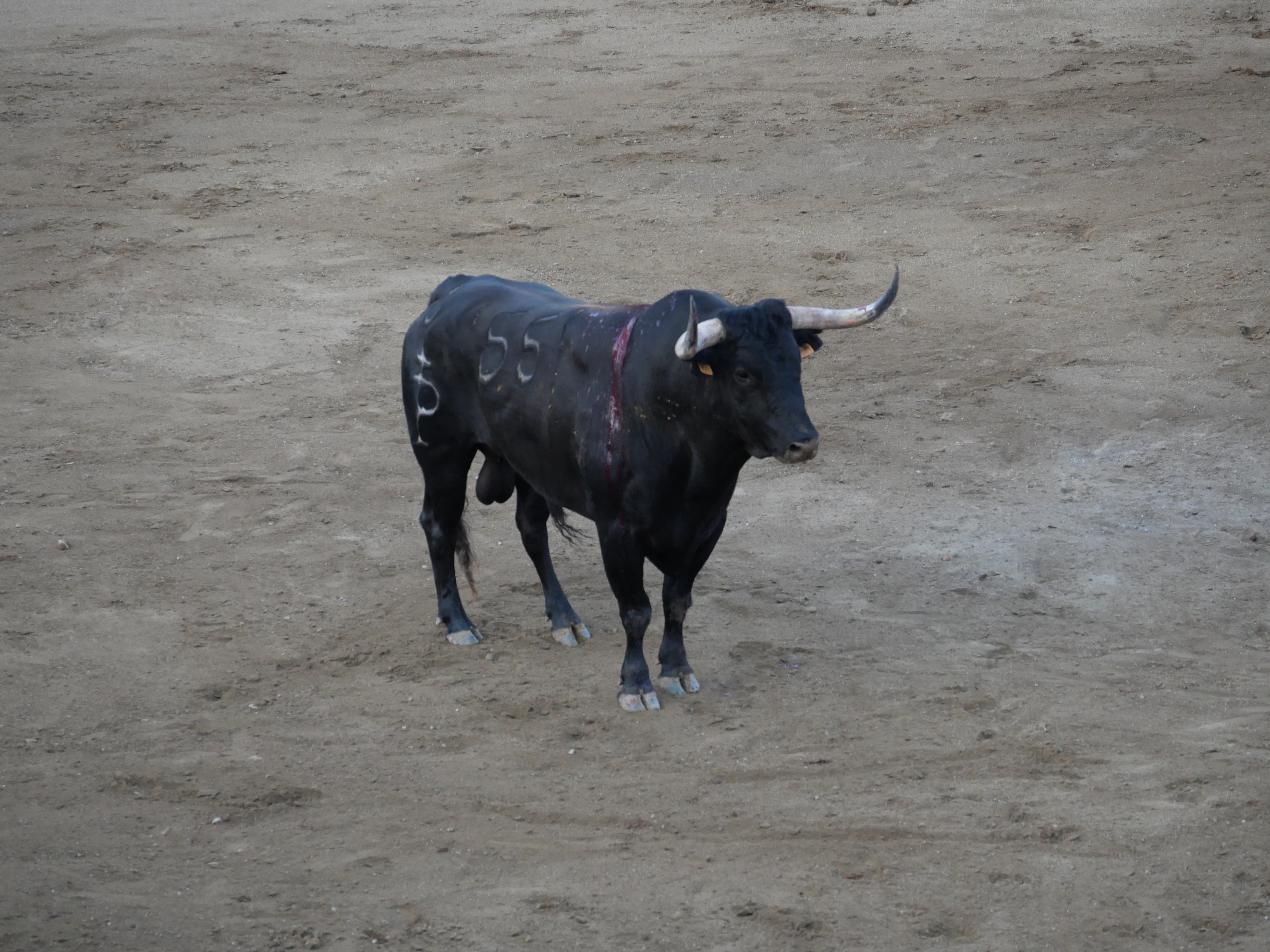
Saltillo

## Toros célebres
- Cabrero, "negro, bragao, lucero, corto y apretao de cuerna", lidiado el 4 de noviembre de 1883 en la Plaza de toros de Madrid por Luis do Rego, siendo el primer toro de la ganadería que saltó al ruedo en la plaza madrileña.[2]
- Capote. Fue toreado en Santander el 24 de junio de 1884 por Valentín Martín. Tomó 16 varas y mató 9 caballos.
- Tonelero. Fue lidiado en la plaza de toros de La Coruña por Guerrita el 4 de junio de 1886, tomó 14 varas y mató 7 caballos.
- Criminoso. Fue lidiado en la Plaza de toros de Madrid el 28 de abril de 1889, tomó 11 varas y mató 4 caballos.
- Jaleco. Fue lidiado por Guerrita en la Plaza de toros de Madrid el 13 de junio de 1889.